# CoRoT-17 b
CoRoT-17b — экзопланета типа «горячий юпитер» вращающаяся вокруг звезды спектрального класса G2V. Истинная масса планеты CoRoT-17b равна 2,43 ± 0,16 масс Юпитера, радиус — 1,02 ± 0,07 радиусов Юпитера. Орбита круговая, радиусом 0.0461 ± 0.0008 а.е. Период обращения 3,768125 ± 0,000257 земных суток. Планета открыта транзитным методом с помощью космического телескопа CoRoT.